# Али Хасиф
Али Хасиф (араб. علي خصيف‎; род. 9 июня 1987, Абу-Даби) — эмиратский футболист, играющий на позиции вратаря. Ныне выступает за эмиратский клуб «Аль-Джазира».

## Клубная карьера
Али Хасиф с 2005 года выступает за «Аль-Джазиру», в составе которой дважды становился чемпионом ОАЭ.

## Карьера в сборной
14 октября 2009 года Али Хасиф дебютировал в составе сборной ОАЭ в домашнем товарищеском матче против команды Иордании, выйдя на замену. Он также принимал участие в матчах отборочных турниров чемпионатов мира 2014 и 2018 годов, Кубков наций Персидского залива 2013 и 2014 годов, а также отборочного турнира Кубка Азии 2015.

## Достижения
«Аль-Джазира»
- Чемпион ОАЭ (2): 2010/11, 2016/17
- Обладатель Кубка президента ОАЭ (3): 2010/11, 2011/12, 2015/16